# Xã Knoxville, Quận Ray, Missouri
Xã Knoxville (tiếng Anh: Knoxville Township) là một xã thuộc quận Ray, tiểu bang Missouri, Hoa Kỳ. Năm 2010, dân số của xã này là 974 người.